# Центральний парк (Харків)
Центральний парк — міський парк Харкова. Розташований на площі понад 130 га й обмежений на півдні вулицею Весніна, на сході — Сумською вулицею, на півночі — так званим елітним селищем приватної забудови та на заході — рогом Динамівської та Європейської вулиць. Був закладений у 1893—1895 роках та відкритий у 1907 році.
На території парку розташовані десятки атракціонів, декілька невеликих сцен, кінотеатр «Парк», дитяча залізниця, підвісна канатна дорога, тенісні корти тощо.

## Історія

### Заснування парку

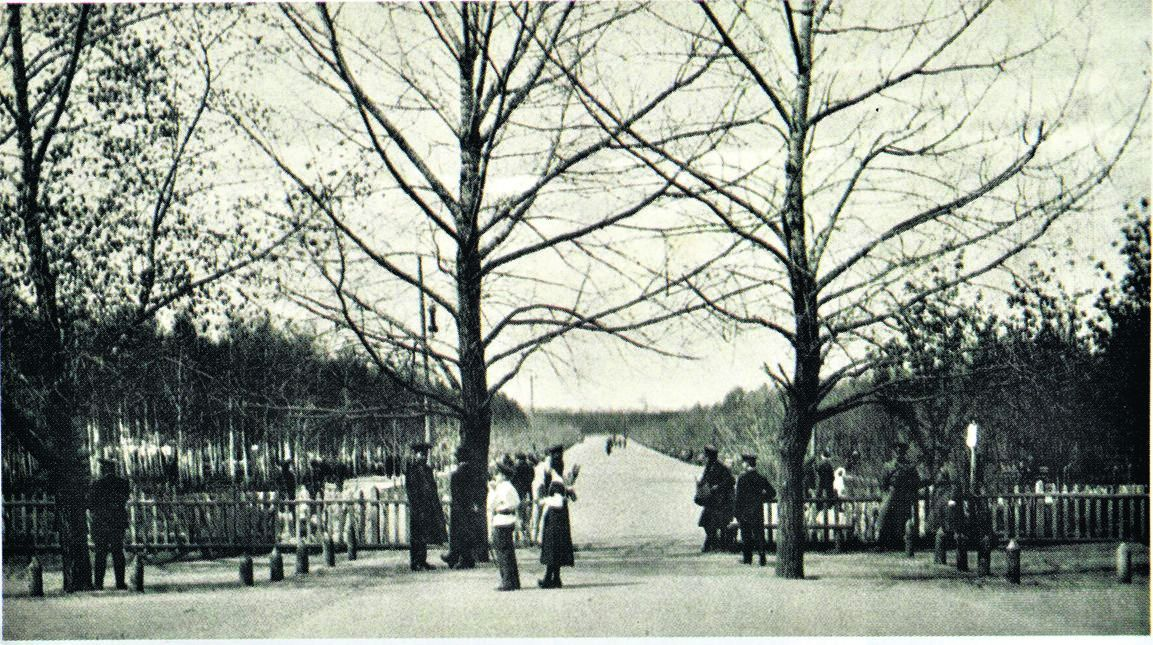
Вхід до парку на початку ХХ століття

Парк був закладений у 1893—1895 роках. Тоді міська влада запропонувала засадити деревами від 20 до 40 десятин (1 десятина — 1,09 га) по обидві сторони Сумського шосе. Оскільки виділена ділянка знаходилася досить далеко від міста, то парк, в основному, призначався для кінних прогулянок. Його вирішили розбити за зразком Булонського лісу у Франції — з алеями для верхової їзди та катання в екіпажах.
З цією метою поряд з каштановою та липовою алеями планом передбачалося створення так званої «екіпажної» алеї. Крім них майбутній парк за проєктом повинен був відрізнятися великою кількістю мальовничих полян і поодиноких дерев. Завдяки ентузіазму жителів міста, за активної участі студентів і гімназистів, площа посадок істотно зростала, і до моменту свого відкриття для відвідувань у 1907 році, парк збільшив свої розміри майже у 2,5 раза. Після відкриття парк отримав назву — Миколаївський.

### 1919—1941
Після жовтневого перевороту парк був перейменований. У 1919 році отримав назву — Комунальний. Під час революції та Громадянської війни парку було завдано значної шкоди, проте вже з весни 1932 року розпочалася систематична і планомірна відновлювальна робота.

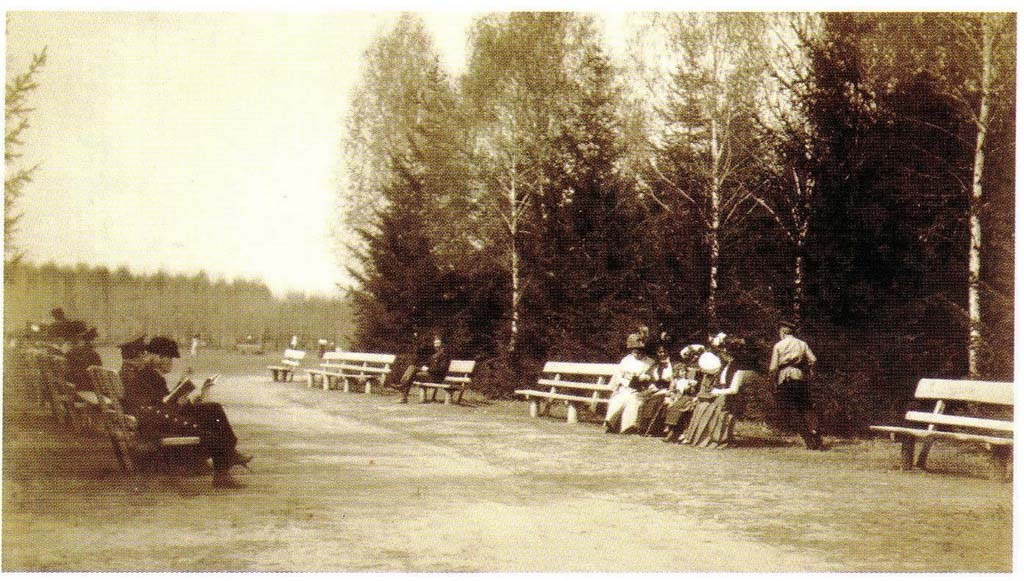
Алеї парку (до 1917 року)
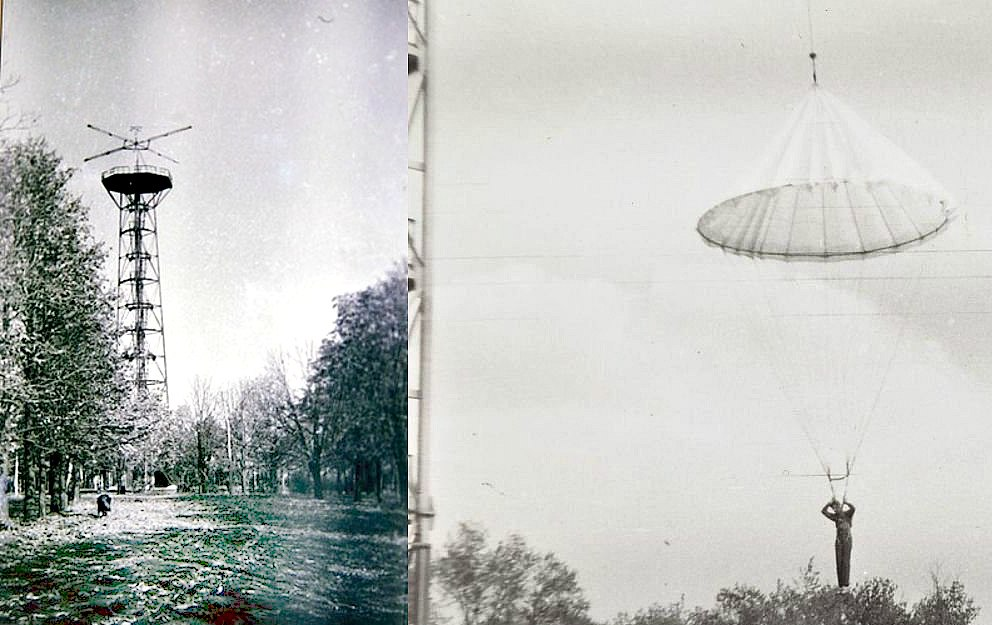
Парашутна вежа (1920-ті роки)

За 10 передвоєнних років в міському парку та лісопарковій зоні відбулися разючі зміни: була продовжена до Лісопарку трамвайна лінія (у 1930 році), відкрита тролейбусна лінія від центру міста до парку (1939 року), побудована дитяча залізниця з кінцевими станціями «Парк» та «Лісопарк» (у 1940 році). Також були відкриті Зелений театр, павільйон-читальня, кінотеатр, атракціони, побудована парашутна вежа, яка проіснувала як мінімум до середини 1960-х років. Зовсім поруч зведений стадіон «Динамо». Наприкінці 1930-х років, парк черговий раз був перейменований — на честь письменника Максима Горького, отримавши назву Центральний парк культури і відпочинку імені Максима Горького.
Друга світова війна завдала Харкову величезної шкоди. За час німецько-фашистської окупації була вирубана на дрова значна частина парку Горького, загинув єдиний в Україні кедровий гай.

### 1943—1990-ті

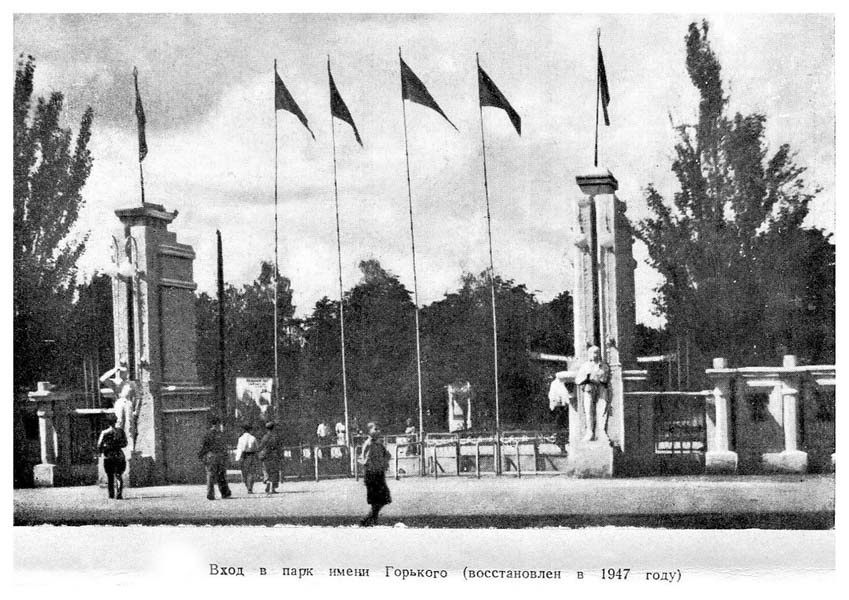
Головний вхід до парку Горького (1947)

У повоєнні роки, з 1943 по 1953 роки, в Харкові почали активно відроджувати сквери та парки, було висаджено майже три мільйони дерев і чагарників. Так у парку імені Горького основні посадки були проведені у 1946—1948 роках, і з них, по суті, і почалося відродження парку. У 1952 році на вході до парку була побудована колонада за проєктом архітекторів А. Кринкін та Е. Святченко.
У 1971 році на території парку почала працювати підвісна канатна дорога завдовжки 1387 метрів. Маршрут канатної дороги пролягає від станції «Парк» через Центральний парк і Саржин Яр до станції «Павлове Поле». Спроєктував харківську канатну дорогу Харківський проєктно-конструкторський інститут «Проммеханізація».
У 1960—1980-х роках в парку працювали Зелений естрадний театр та єдиний в УРСР зал світломузики під керівництвом Юрія Олексійовича Правдюка. Покинутий на початку 1990-х років, зал світломузики занепав і за кілька років був демонтований. У 1980 році при вході до парку був встановлений пам'ятник Максиму Горькому, над яким працював скульптор Л. Білостоцький. Пам'ятник має незвичайну долю: наприкінці 1990-х років його було демонтовано, згодом 23 серпня 2006 року відновлений, хоча постамент був вже іншим, а скульптура та ж сама.

### 2000—2010
У 2006 році до Дня міста була відновлена колонада на вході в парк з боку вулиці Сумської, що була знесена влітку 2001 року. У 2007 році відреставрований фонтан на центральній площі парку. Рішенням Харківської міської ради № 185/07 від 27 лютого 2008 року передані рекреаційні землі парку під забудову елітними апартаментами й готельними комплексами та було дозволено забудову 23 га парку. Управлінню будівництва, ремонту та реконструкції Департаменту будівництва та шляхового господарства Харківської міської ради було надано 9,9 га парку для будівництва автодороги, готельного комплексу й апартаментів, ще 12,8 га парку було надано статус землі житлової та громадської забудови. Причиною порушення меж парку міська рада назвала розвантаження автомобільних потоків. Для цього було заплановано побудувати дорогу, паралельну вулиці Дерев'янка, — між вулицями Новгородською та Сумською, та виділено вздовж дороги ділянки під забудову інвесторам, а також затверджено ділянки, які будуть переведені під забудову та транспортні потреби.
Рішення вирубати дерева та забудувати парк спричинило протести серед харків'ян. Частина активних мешканців фізично чинили спротив вирубці, певний час на майбутньому місці дороги було розбите наметове містечко. 2 червня 2010 року раннім ранком міліція разом із невідомими, які представлялися муніципальною охороною, але не мали жодних документів, фізично відтіснили протестувальників, і були зрубані останні дерева на місті нової дороги. В результаті дорога була побудована, але всі інші забудови, зокрема житлових комплексів, що мали бути уздовж неї, не були реалізовані.

### Реконструкція парку (2011—2012)

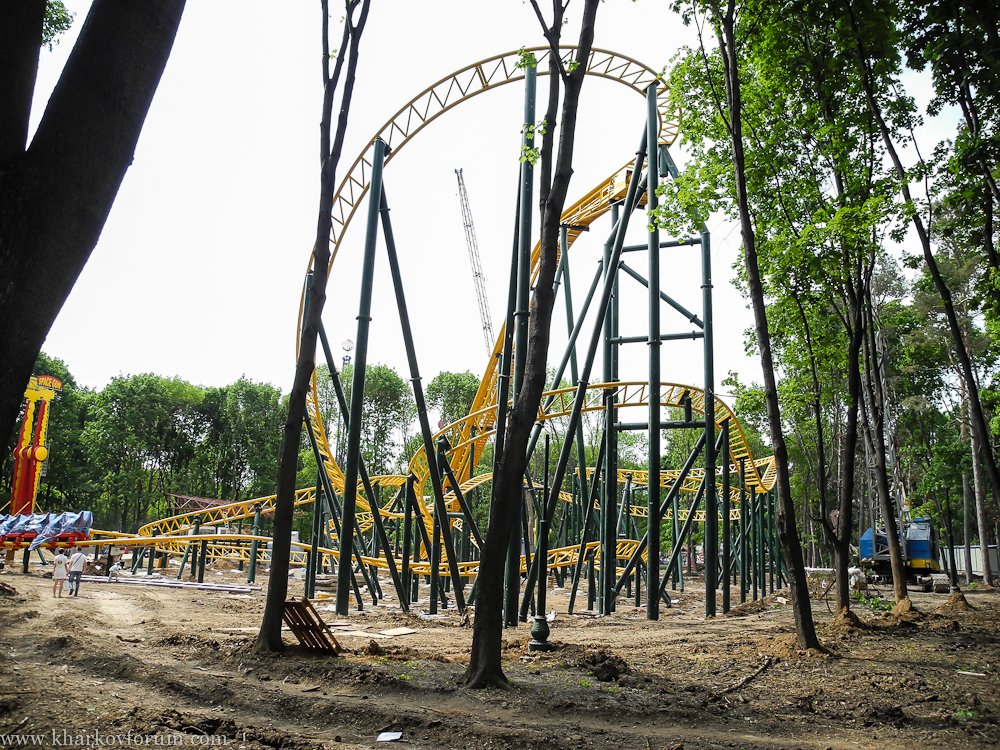
Монтаж американських гірок

У 2010 році почалася розробка проєкту з глобальної реконструкції парку. В роботі брали участь як українські фахівці, так і експерти з провідних світових компаній-виробників атракціонів «Zamperla», «Zierer», «Technical park» тощо.
23 серпня 2012 року, в День визволення Харкова, урочисто відкритий оновлений Центральний парк. У церемонії відкриття взяли участь голова Харківської облдержадміністрації Михайло Добкін, міський голова Геннадій Кернес, народні депутати України та десятки тисяч харків'ян. Символом оновленого парку стала білочка. Погодувати цих милих тваринок вже багато десятиліть в парк приїжджає не одне покоління харків'ян. Ця традиція — невіддільна частина парку.
Під час реконструкції встановлені нові атракціони, що виготовлені у Великої Британії, Італії, Канаді, Німеччині та Франції 2011—2012 років побудови. Серед них — найкращий в Україні Розважальний центр, американські гірки, найбільше в Україні «Колесо огляду» (заввишки — 55 м), «Французька карусель», «Будинок жахів», а також атракціони для маленьких дітей, комплекс для любителів екстремальних видів спорту, роллердром, ретро-зона, спортивні майданчики, автодром та інші об'єкти.

### 2012—2022
За 10 років оновлений парк продовжив свій розвиток, щороку презентуючи відвідувачам нові розваги, події, атракції. Було побудовано щонайменше 5 нових атракціонів. В парку висаджено понад 1000 нових дерев, більшість з яких висаджені завдяки акції «Посади дерево» особисто харків'янами. Наразі Центральний парк є одним з популярних місць проведення заходів різного спрямування: культурного, спортивного, етнографічного, міжнародного, в яких беруть участь люди різного віку — від дітей до літніх людей. Рівень заходів також різноманітний: від районного до міжнародного рівня за участю президентів інших країн. Щороку в парку проходить понад 50 масових заходів різного масштабу.

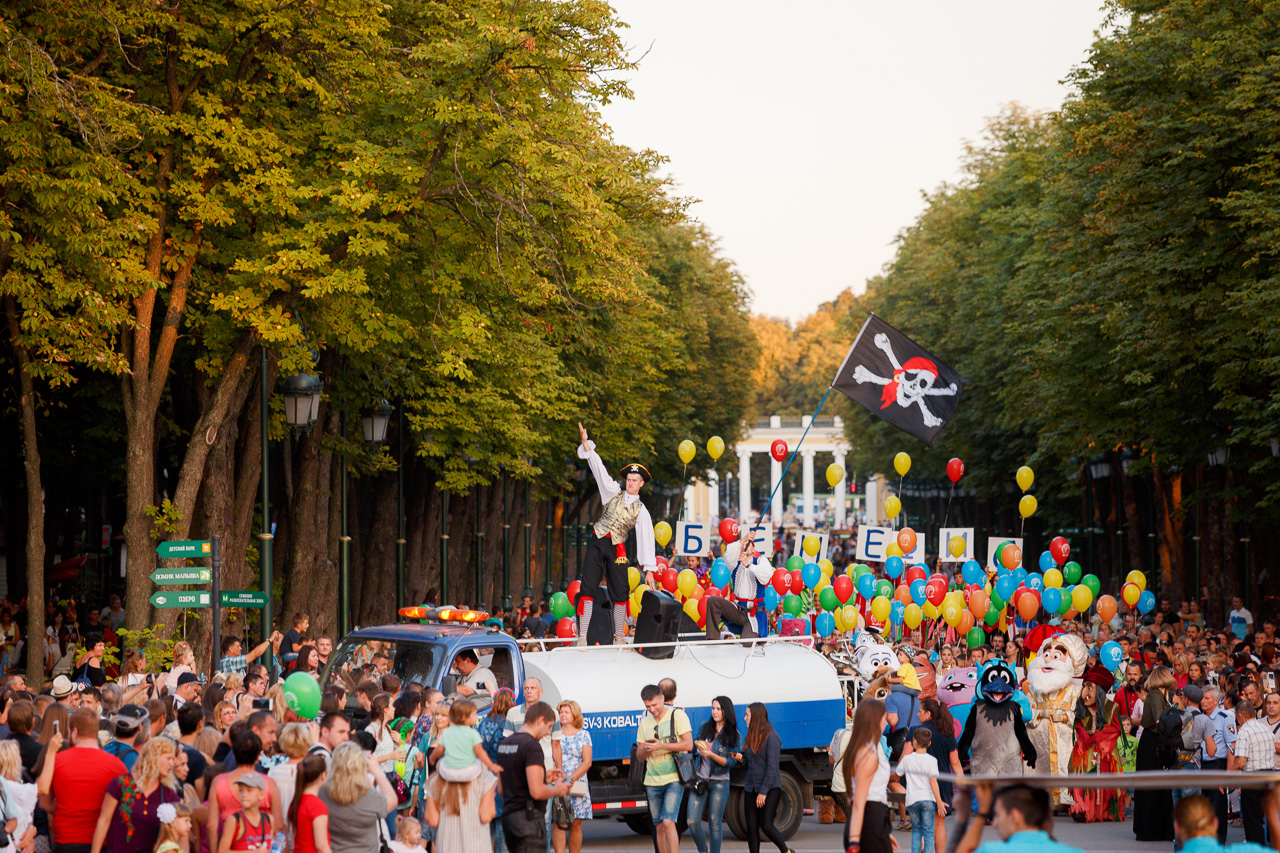
Парад на честь Дня народження парку (2018)

У 2019 році був відкритий «Казковий будинок» з унікальним фасадом з аніматронними фігурками Білосніжки та семи гномів. Всередині будинку облаштовані кафетерій та квест-кімнати.
У серпні 2012 року парк повторно відкрито після масштабної реконструкції, під час якої був значною мірою перебудований та були замінені всі атракціони.

### Обстріли парку під час російського вторгнення (з 2022)
В ході російського вторгнення в Україну з 2022 року парк неодноразово зазнавав обстрілів артилерії та ракетних ударів російськими окупантами. Від обстрілів зазнали пошкодження 20 атракціонів, 4 з них — дуже суттєво.

Результати обстрілу парку
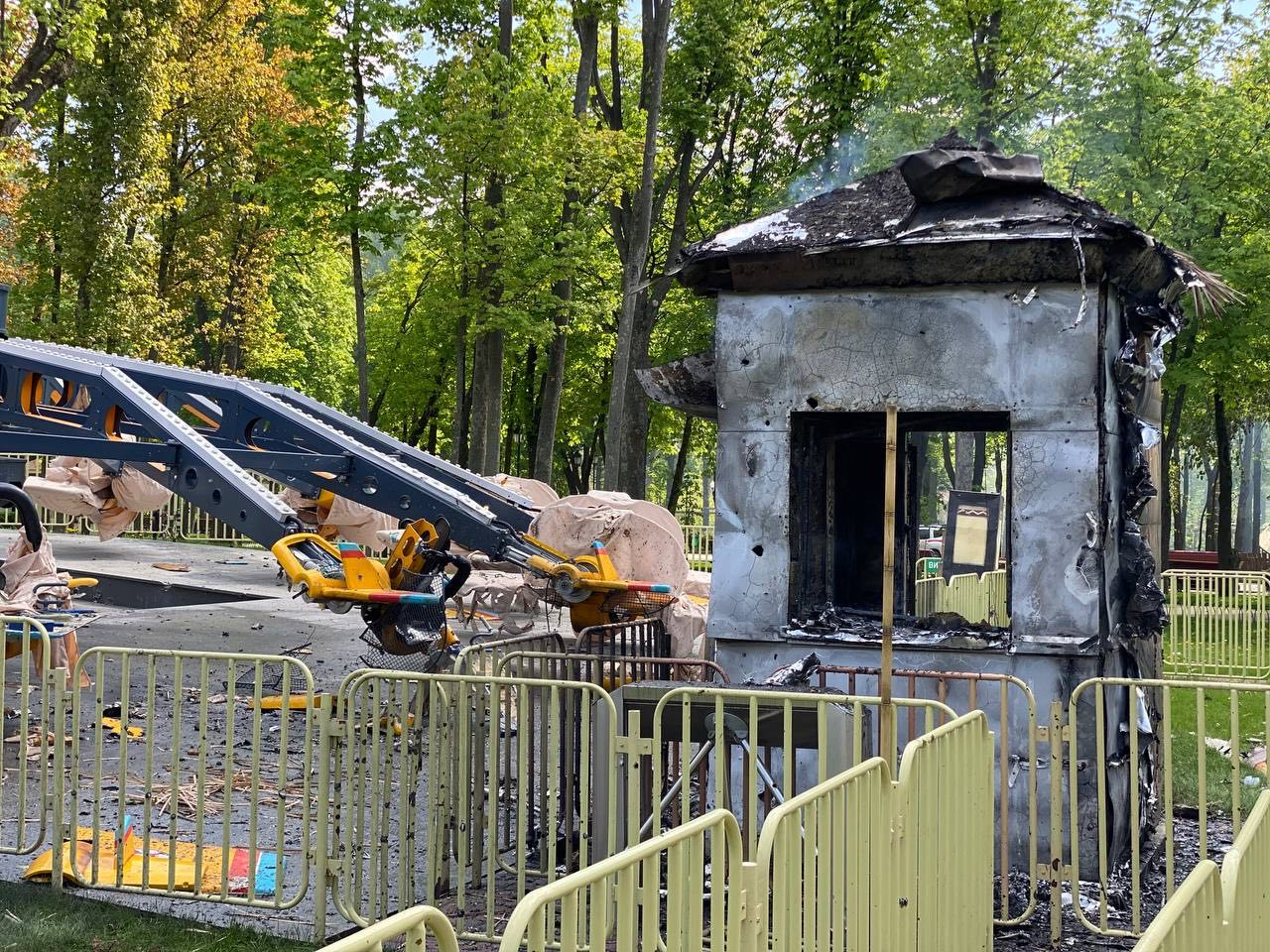
Атракціон «Aerobat»
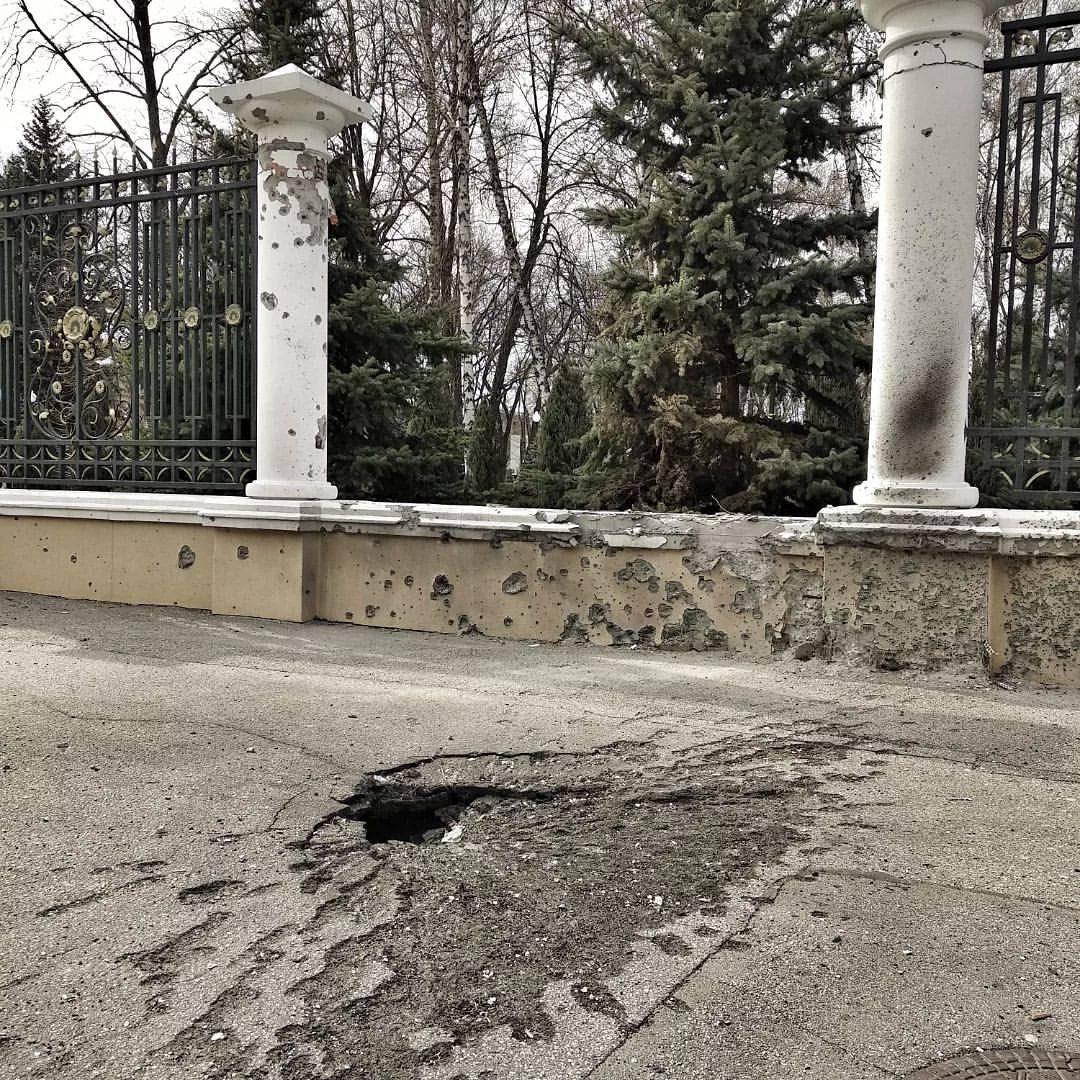
Огорожа парку
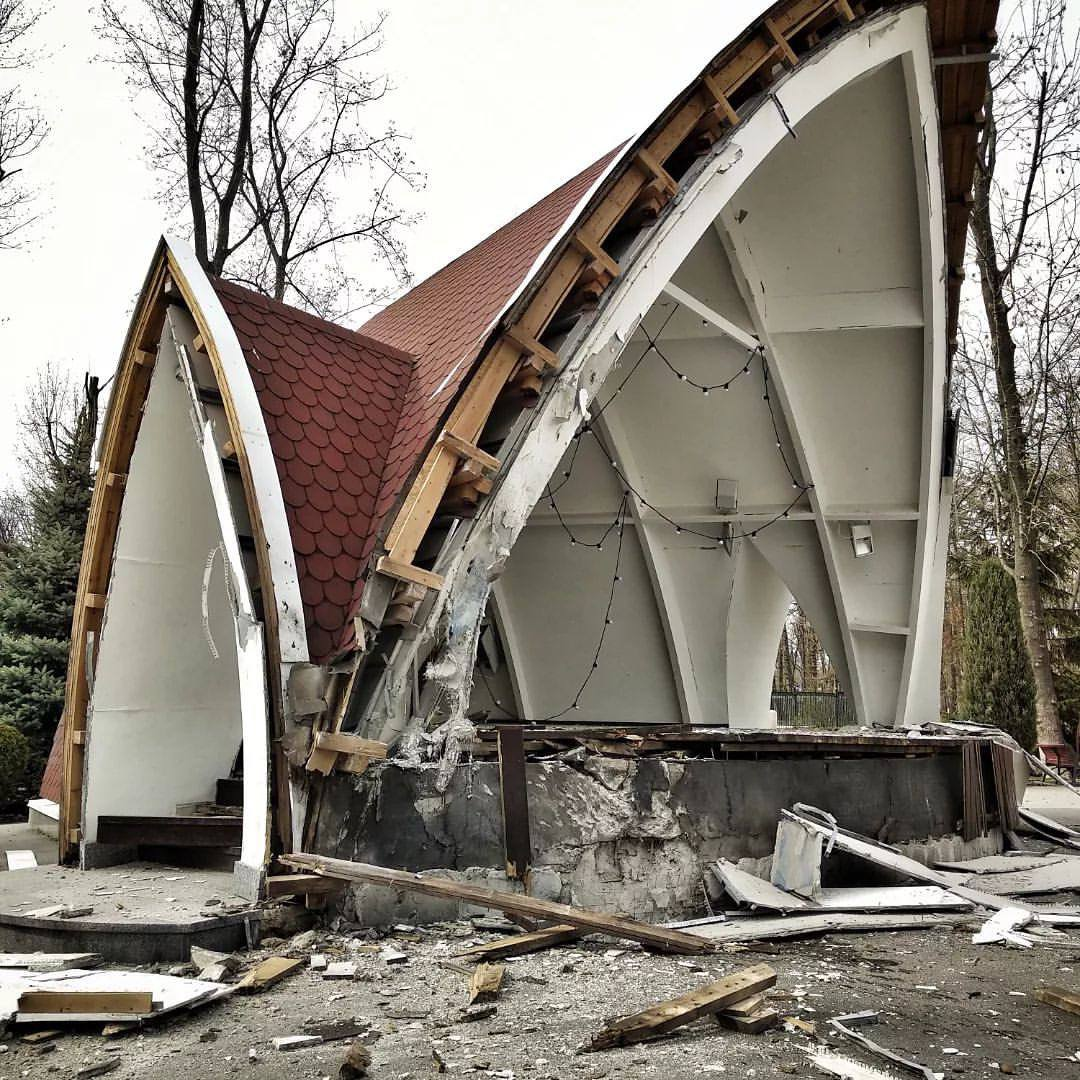
Ретро сцена
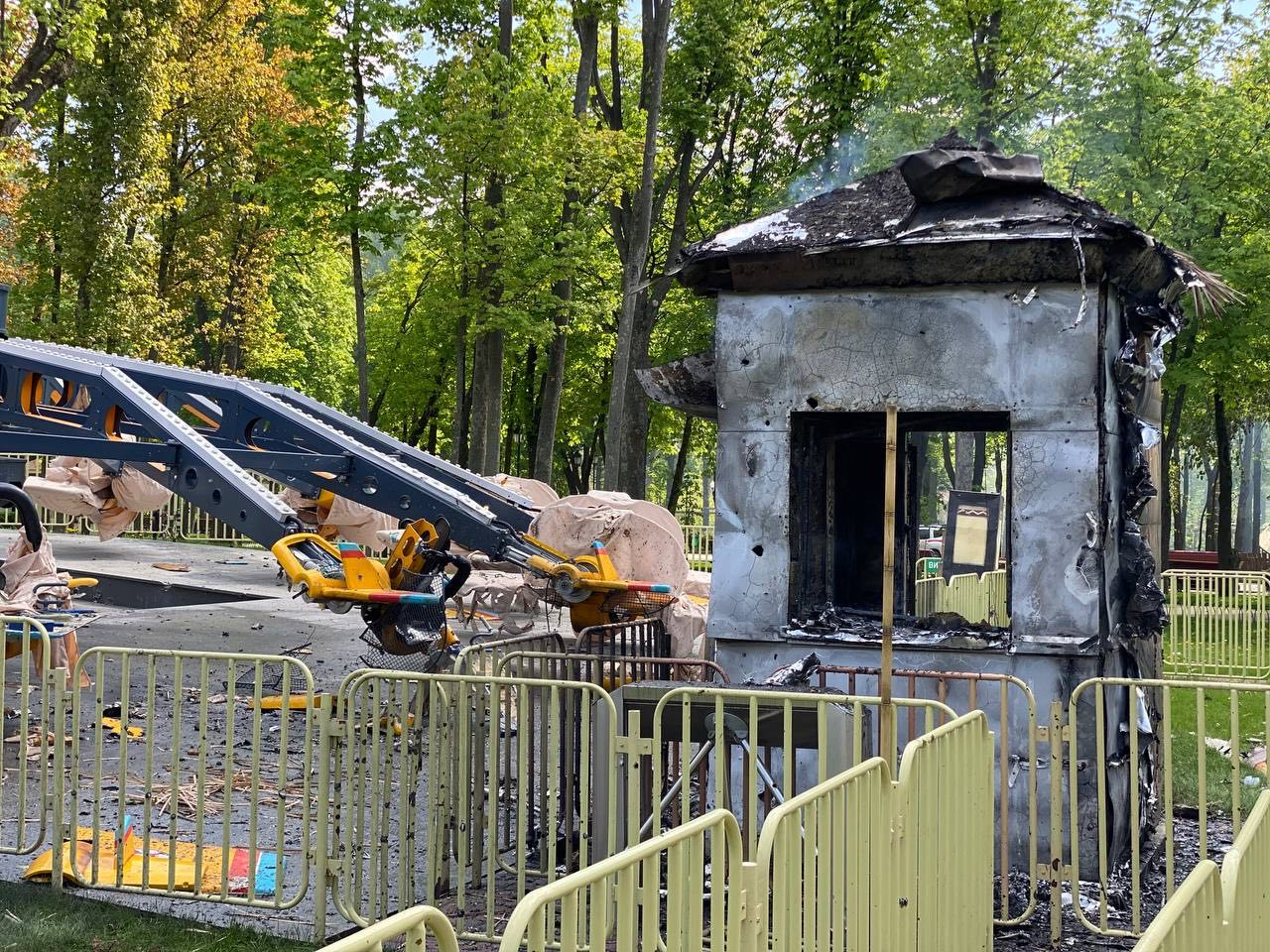
Ейр рейс

Колектив Центрального парку зосередився на збереженні та утриманні комплексу атракціонів в умовах війни. Технічний склад постійно намагається власноруч відновити атракціони, пошкоджені внаслідок обстрілів парку російськими ракетами. Фахівці зеленого господарства утримують насадження, прибирають пошкоджені дерева.
18 серпня 2022 року міською владою запропоновано змінити назву парку, прибравши ім'я Максима Горького та перейменувати в Центральний парк культури та відпочинку. 13 червня 2023 року парк було остаточно перейменовано в «Центральний парк культури та відпочинку». Але вже 18 серпня парк знову було перейменовано, остаточна назва — «Центральний парк».

## Галерея

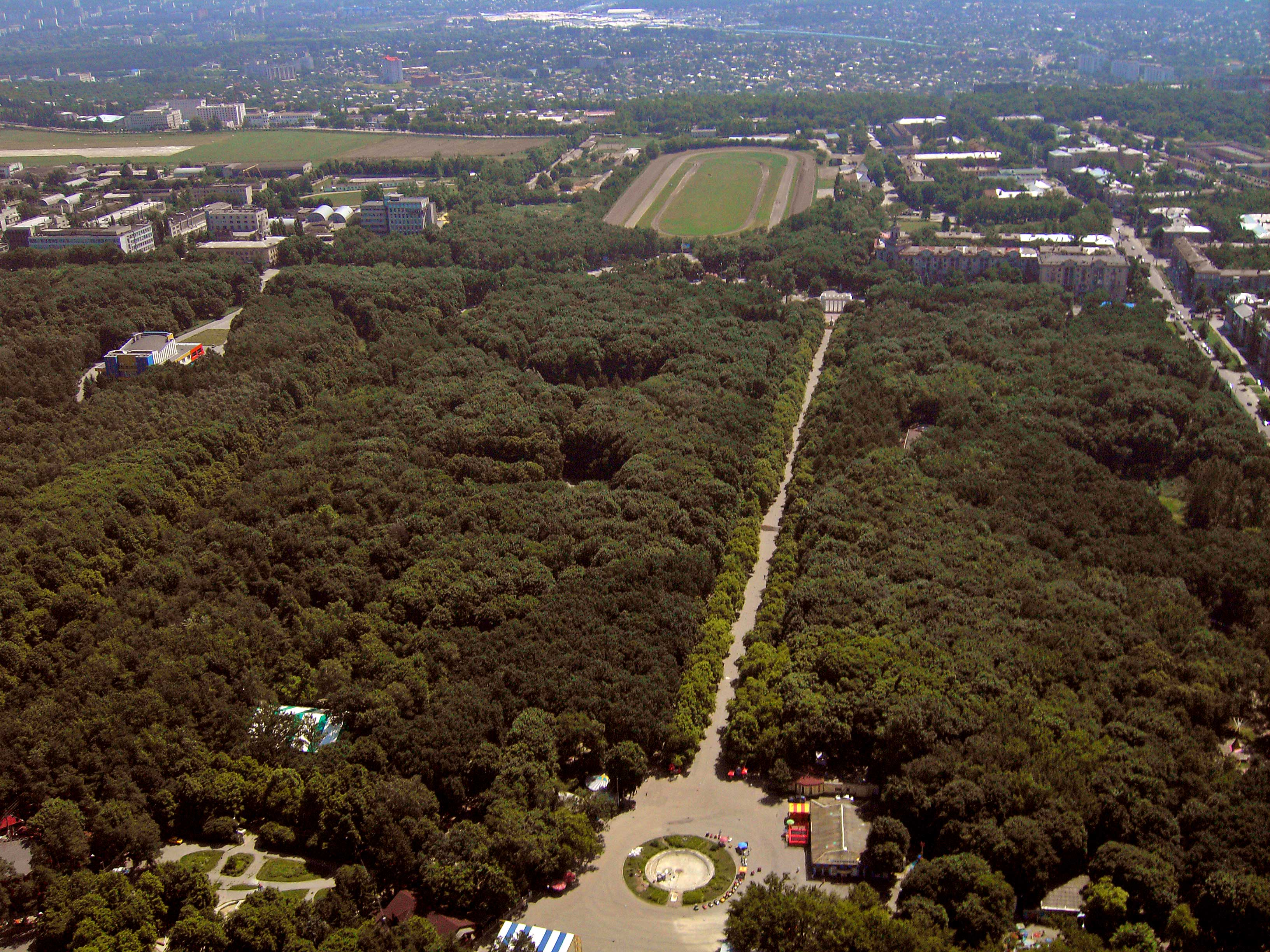
Центральна алея парку (2007): круглий фонтан, наприкінці алеї — центральний вхід до парку, з виходом на Сумську вулицю
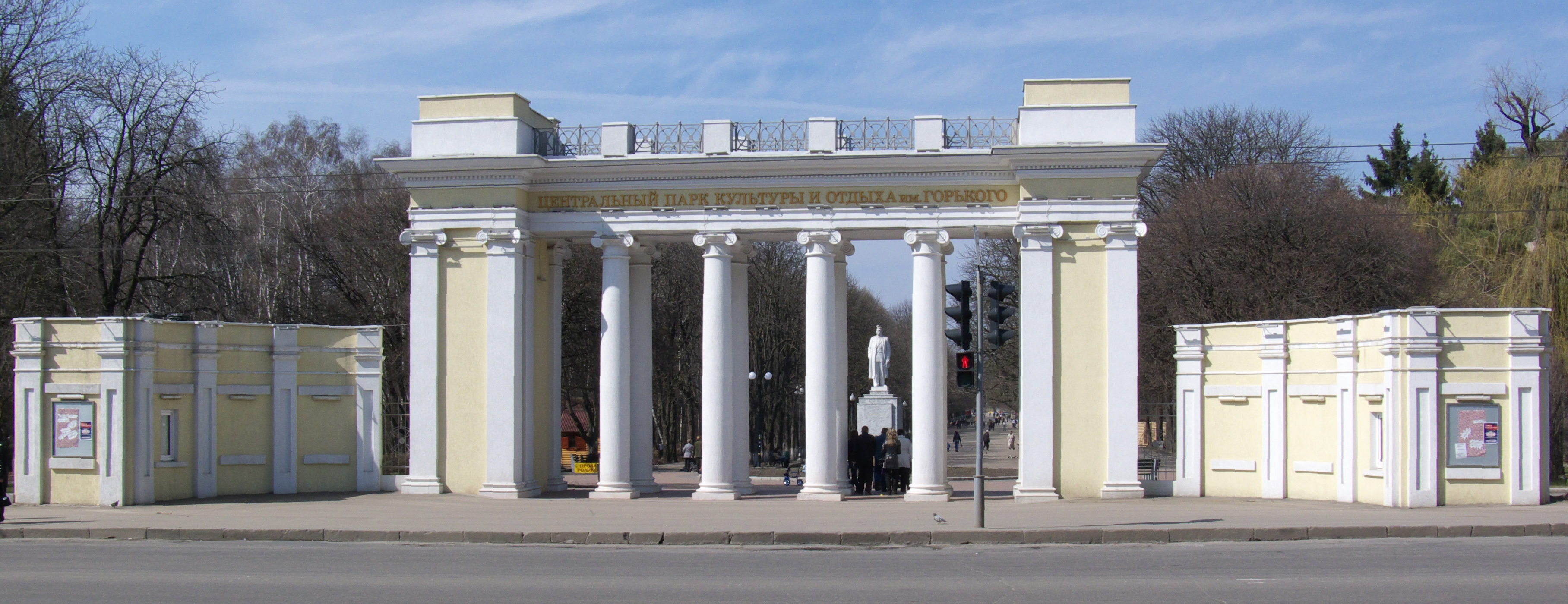
Колонада центрального входу в парк
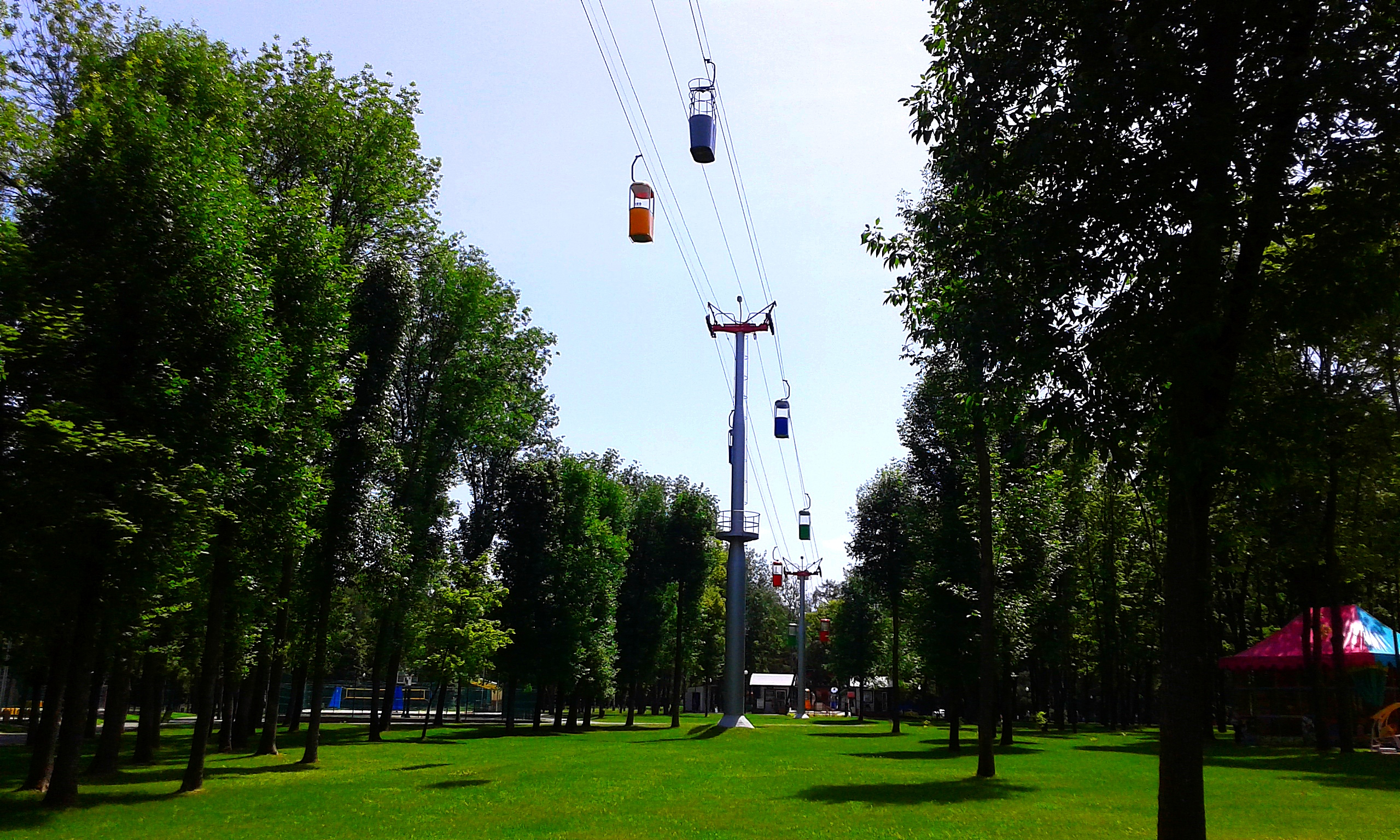
Харківська канатна дорога
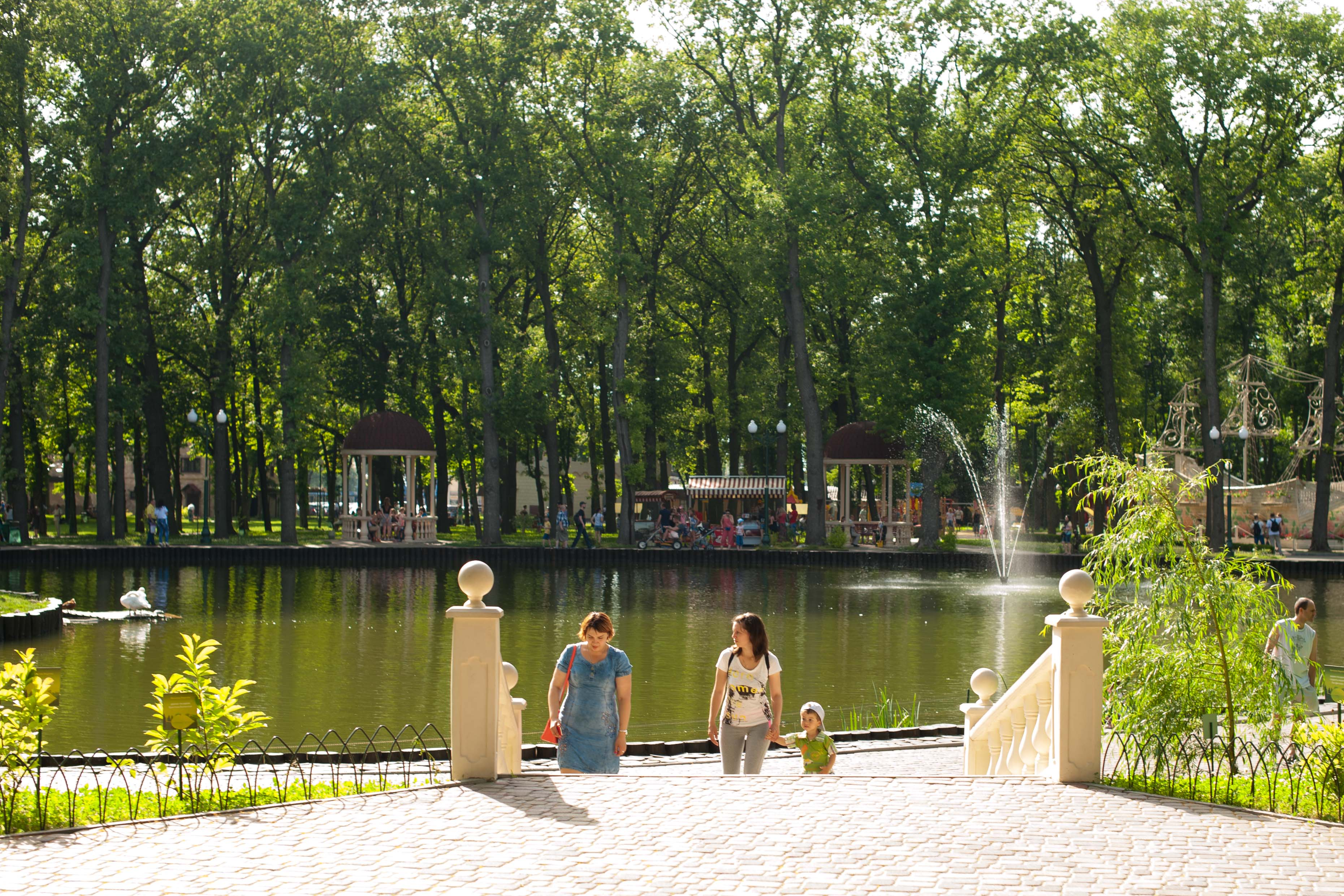
Штучне озеро
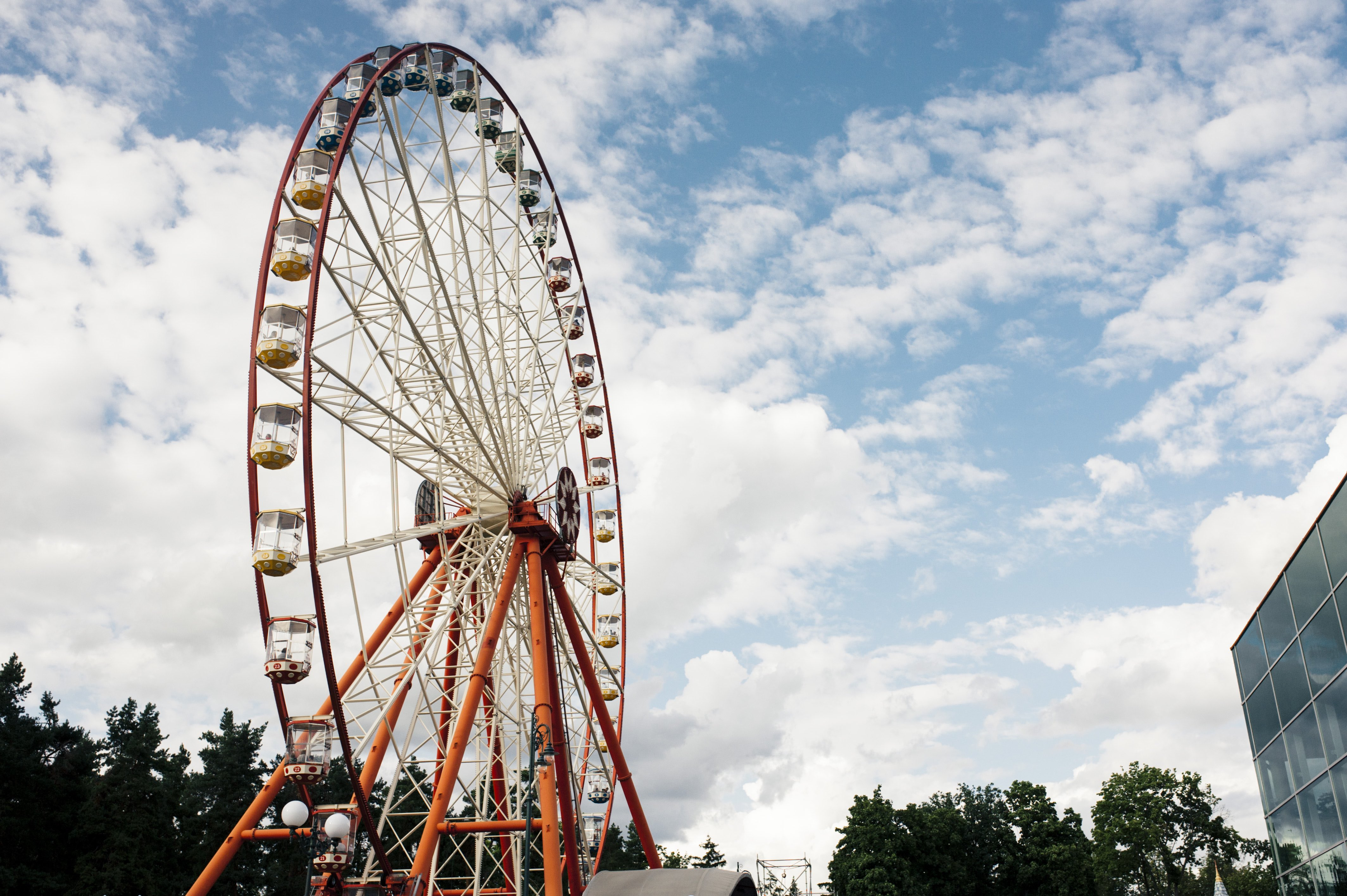
Колесо огляду
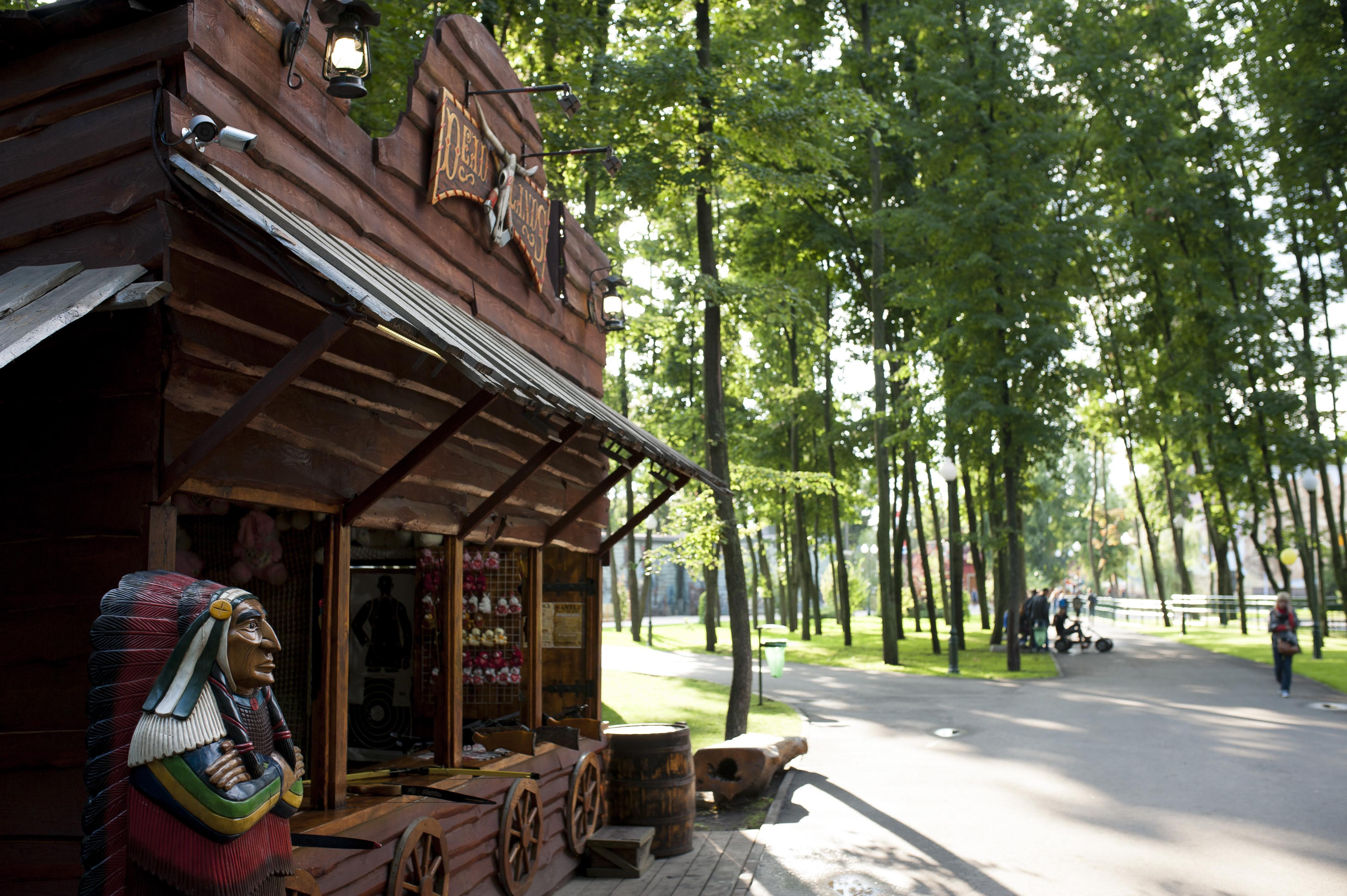
Ігровий комплекс «Лігво Біллі Кіда»
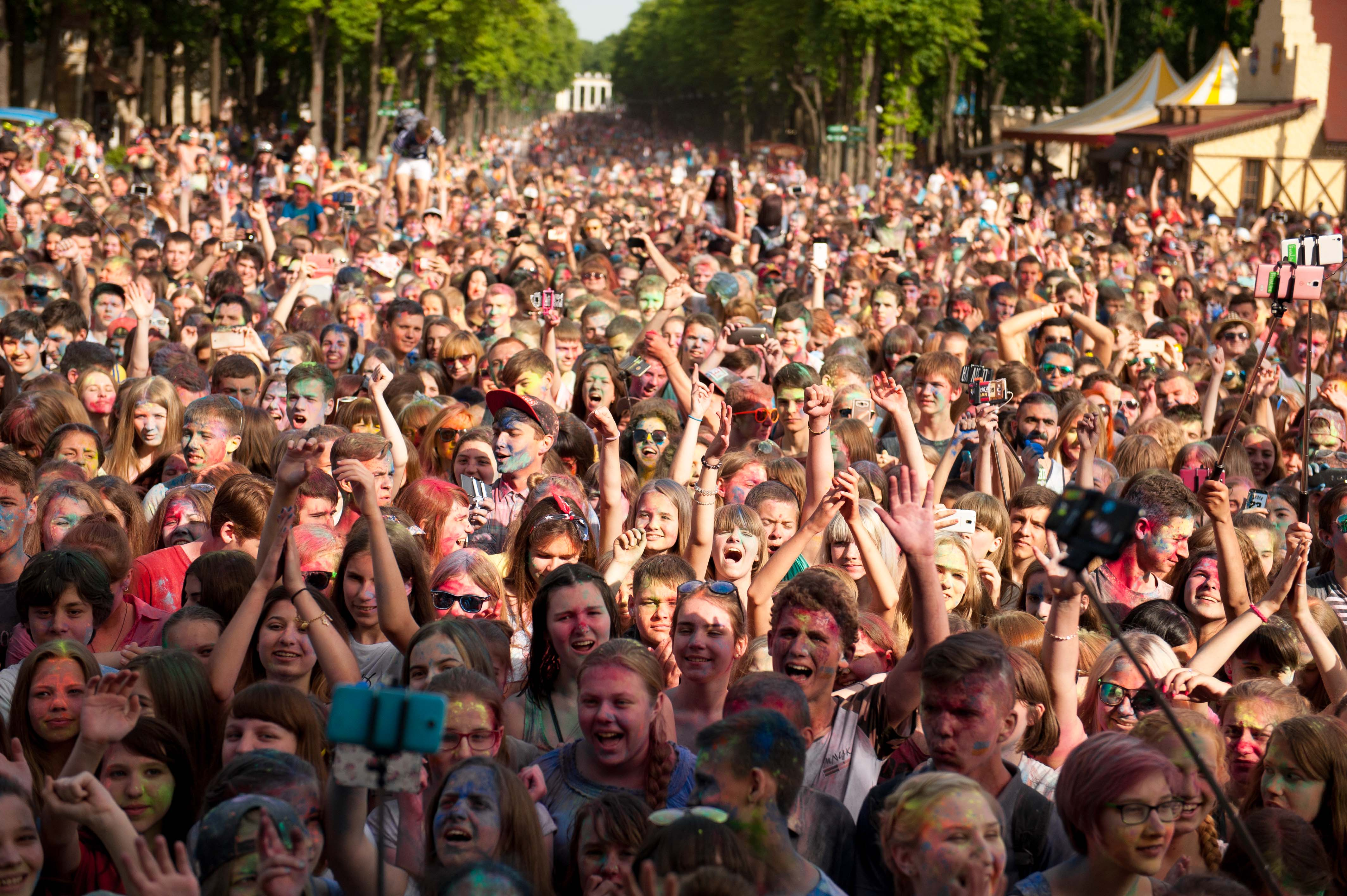
Фестиваль фарб
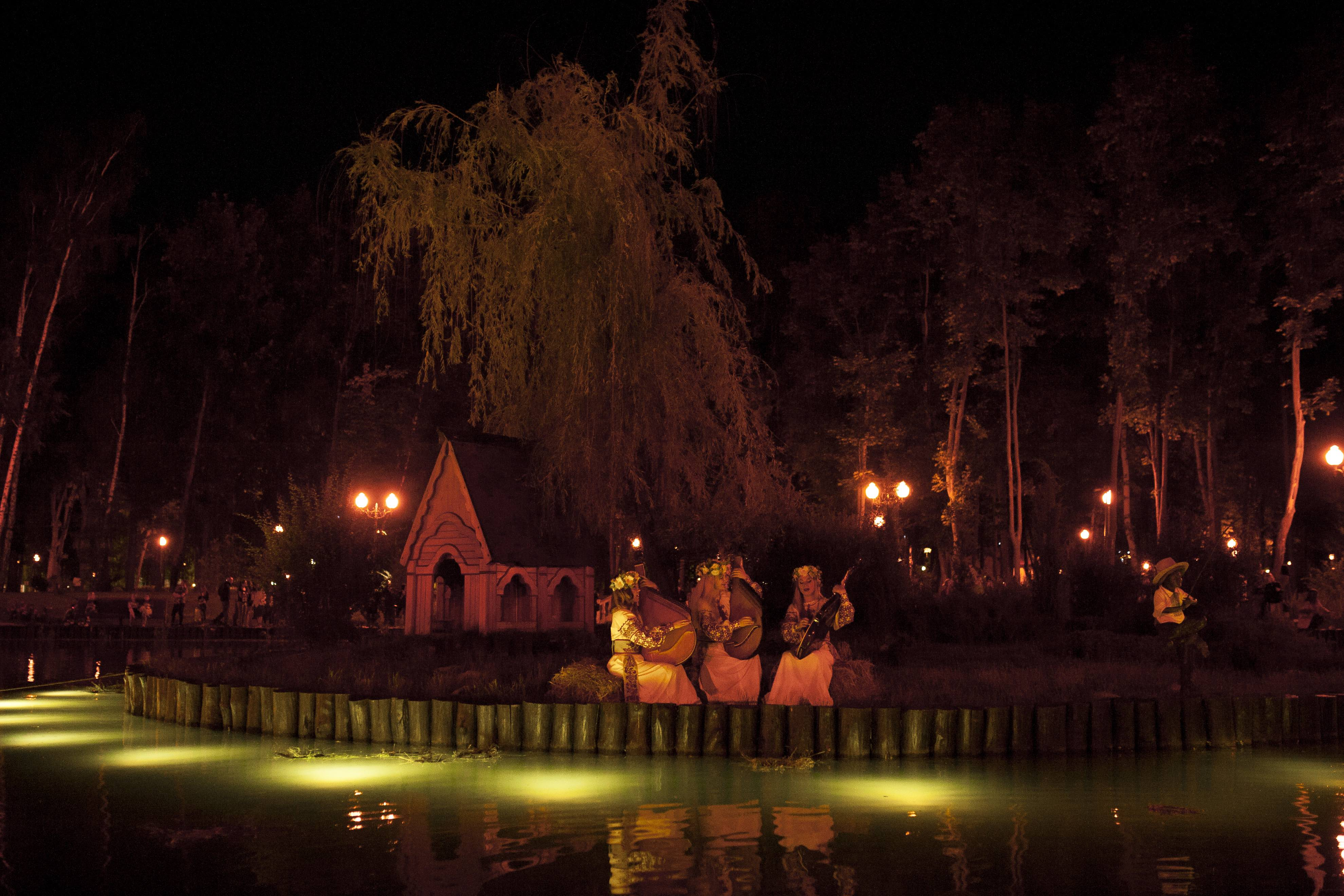
Свято Івана Купала
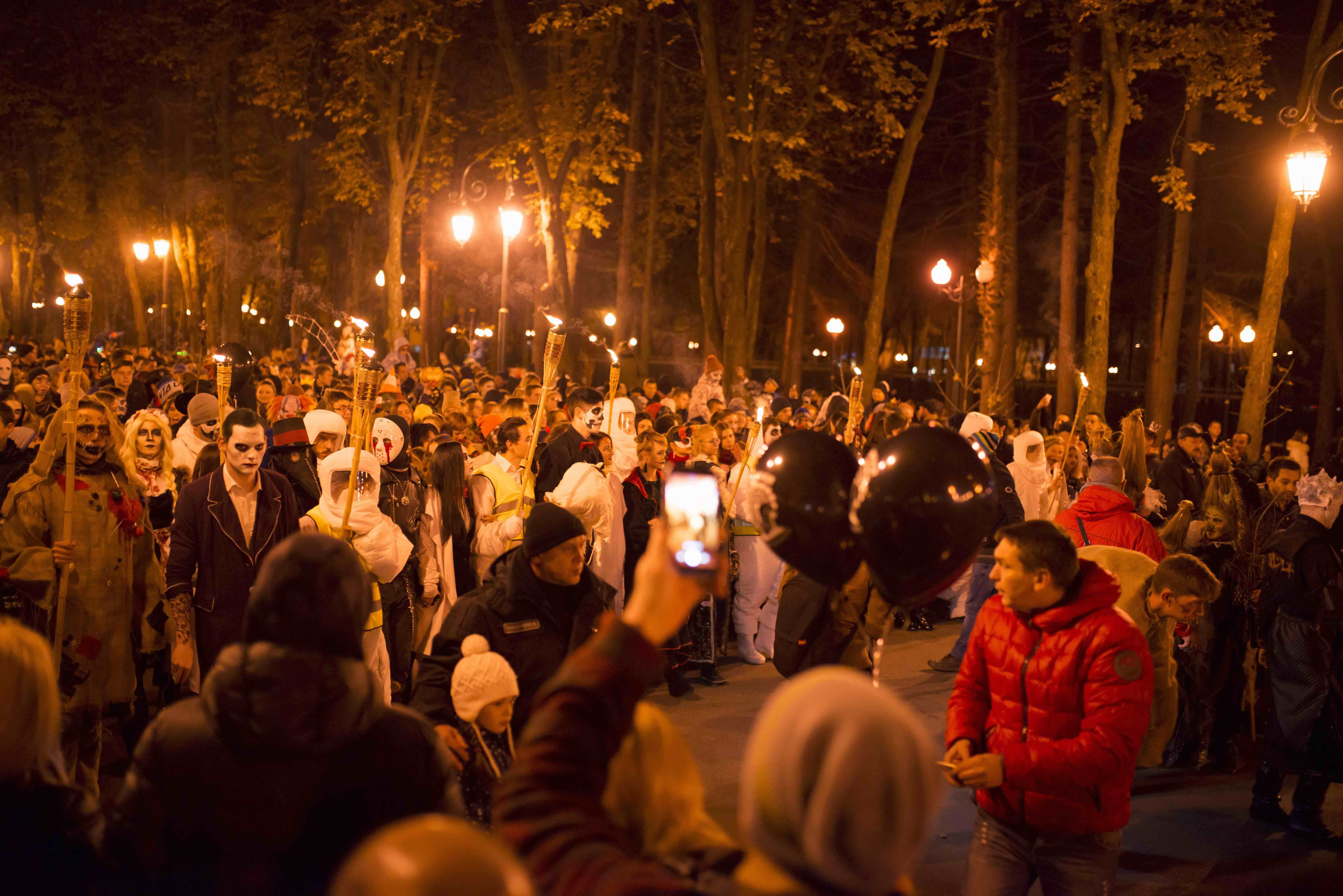
Святкування Хеловіну
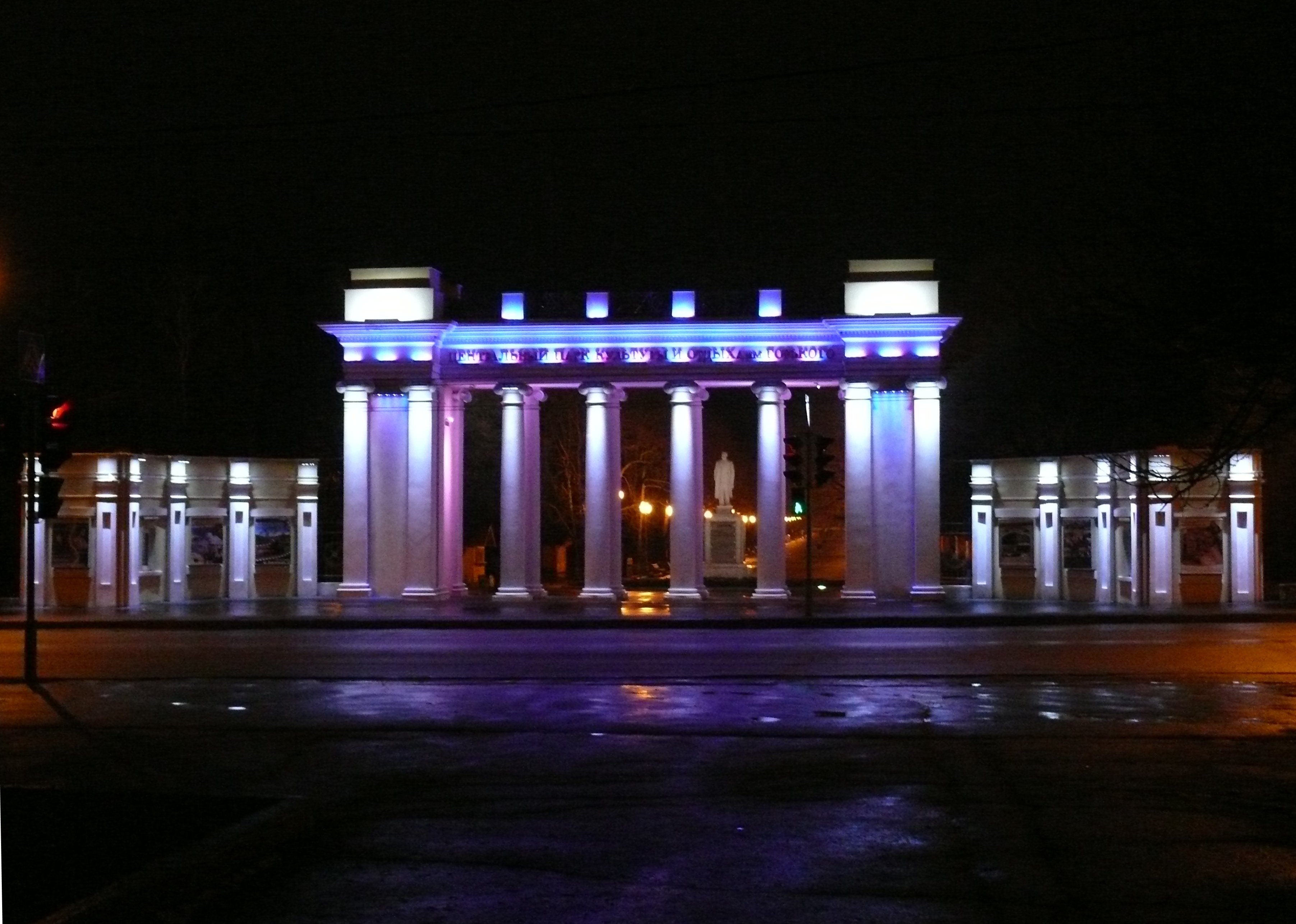
Краєвид з Сумської вулиці вбік парку (після відновлення у 2006 році)